# Conchoglossum
Conchoglossum es una sección del género Angraecum perteneciente a la familia de las orquídeas.
Contiene  unas diez especies originarias de Madagascar y África continental.  Se caracterizan por tener largos tallos y numerosas inflorescencias con una o dos pequeñas flores.

## Especies seleccionadas
Tiene unas diez especies:
- Angraecum erectum Summerh.